# Dynamit Nobel
Koordinaten: 50° 49′ 11,1″ N, 7° 8′ 59,2″ O
Die Dynamit Nobel AG war ein deutsches Chemie- und Rüstungsunternehmen, dessen Sitz sich zuletzt in Troisdorf befand. Das Unternehmen wurde 2004 vom ehemaligen Mutterkonzern MG technologies (heute GEA Group AG) in verschiedenen Teilen an verschiedene Unternehmen verkauft. Im letzten Jahresabschluss 2003 wies Dynamit Nobel einen Umsatz von 2,5 Milliarden Euro aus und beschäftigte rund 13.000 Mitarbeiter. Vom 1. Januar 2003 bis zum Verkauf am 31. Juli 2004 wurde das Unternehmen von Jürg Oleas als Vorstandsvorsitzendem geleitet, der diese Funktion zugleich auch beim Mutterkonzern innehatte.
Unter dem Namen Dynamit Nobel gibt es heute zwei voneinander unabhängige Unternehmen, Dynamit Nobel GmbH Explosivstoff- und Systemtechnik (DNES) in Leverkusen und die Dynamit Nobel Defence GmbH in Burbach.

## Geschichte

### 1865 bis 1918
Die Dynamit Nobel AG geht auf das am 21. Juni 1865 von dem schwedischen Chemiker und Industriellen Alfred Nobel in Hamburg gegründete Unternehmen Alfred Nobel u. Co zurück. Anfangs wurde Sprengstoff auf Basis von Nitroglycerin in der Dynamitfabrik Krümmel in Geesthacht bei Hamburg hergestellt. Bei dieser Fabrik handelte es sich um die erste Nitroglycerinfabrik außerhalb Schwedens.

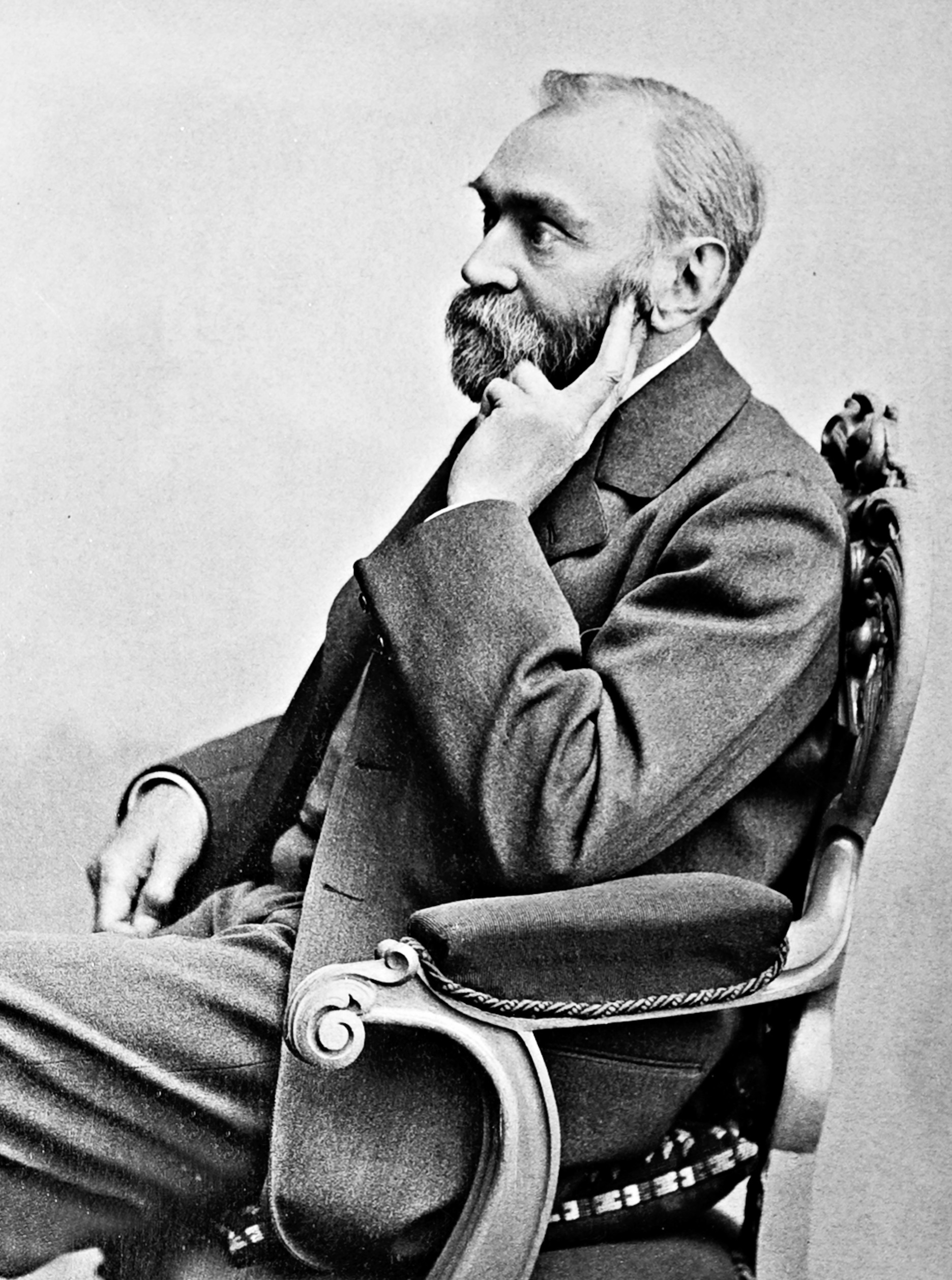
Alfred Nobel

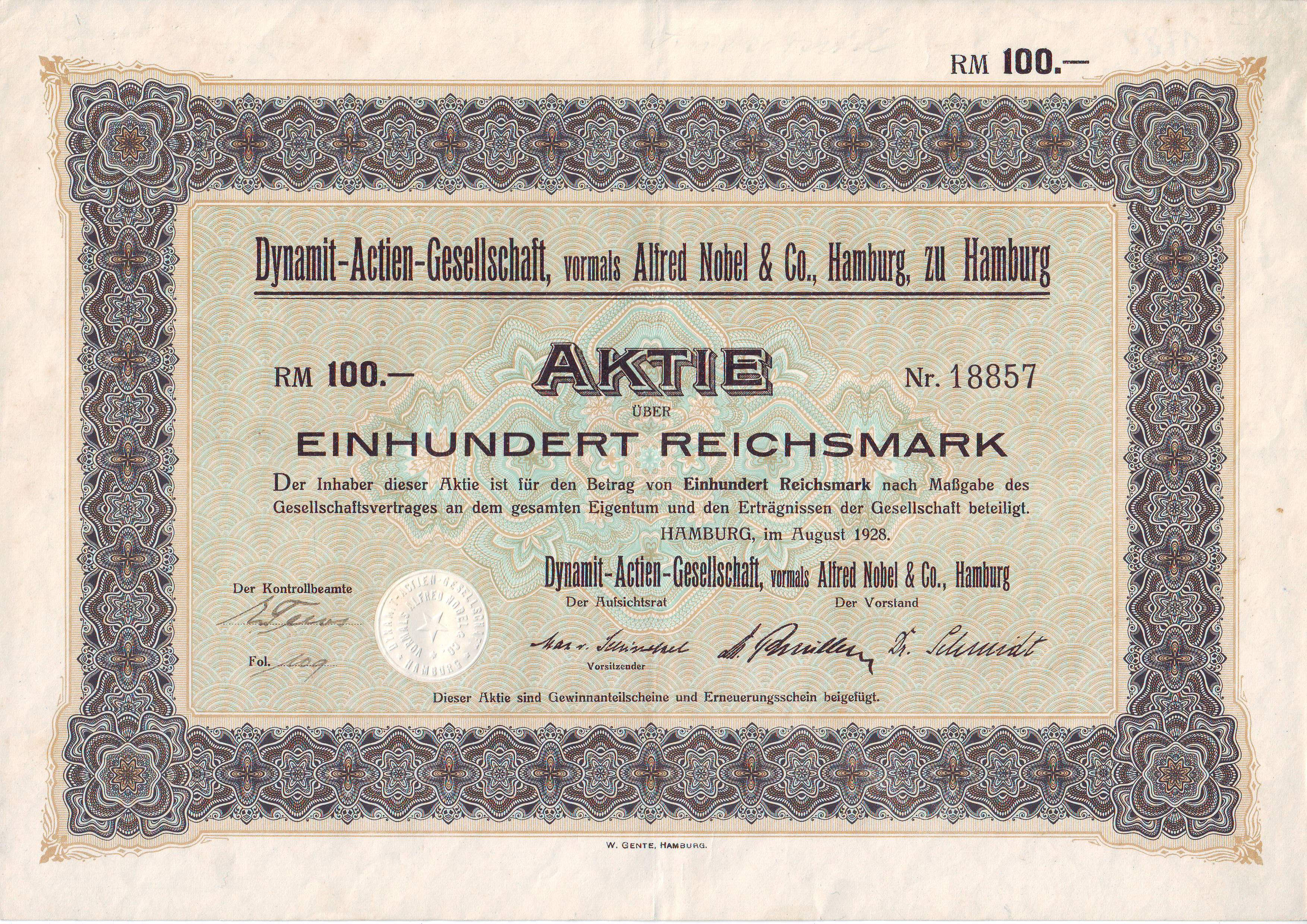
Aktie über 100 RM der Dynamit AG, vormals Alfred Nobel & Co. vom August 1928

Nobel verfolgte den Plan, Nitroglycerin an vielen Standorten in Europa zu produzieren, da der Transport des Sprengstoffs wegen dessen Stoßempfindlichkeit ein überaus riskantes Unterfangen war. Da sich die Handhabung von Nitroglycerin als sehr gefährlich erwies, begann Nobel damit, einen Sicherheitssprengstoff, das Dynamit, zu entwickeln. Noch während der Erprobungsphase kam es 1866 zu einem schweren Explosionsunglück, bei dem das Werk in Krümmel fast vollständig zerstört wurde. Kurz darauf erzielte er dennoch den Durchbruch, indem er Nitroglycerin mit Kieselgur mischte und es so gegen Stoßeinwirkungen unempfindlicher machte. Im Oktober 1867 ließ er sich den neuen Sprengstoff, der auch unter dem Namen Nobel's Sicherheits-Sprengpulver vertrieben wurde, patentieren. Um die Hauptabnehmer, die Bergwerke des Ruhrgebiets, besser beliefern zu können, übernahm das Unternehmen 1874 die Sprengstoff-Fabrik Kaiser & Edelmann in Manfort (seit 1930 ein Stadtteil von Leverkusen), deren vorherige Betriebsstätte in Dünnwald unter anderer Betriebsleitung 1870 von einer Explosion zerstört worden war. Nobel war 1872 an deren Wiederaufbau beteiligt und hatte dort auch zeitweilig die Produktion geleitet. Wegen der benachbarten Bahnstation wurde sie Werk Schlebusch genannt. Im Jahr 1876 wurde Nobels Unternehmen in eine Aktiengesellschaft umgewandelt und nannte sich von da an Dynamit AG, vormals Alfred Nobel & Co (auch abgekürzt als DAG). Nun wurde auch die Produktion von Rüstungsgütern aufgenommen und schon bald stieg die DAG zum größten Pulver- und Munitionsproduzenten im Deutschen Reich auf.
Unter Führung der DAG schlossen sich, wie auch in anderen europäischen Ländern, die größten deutschen Pulverproduzenten 1884 zu einem Kartell zusammen, das Pulvergruppe I genannt wurde. Bis 1889 folgten alle größeren Pulverproduzenten des Deutschen Reichs in diesen Zusammenschluss, der durch Preisabsprachen und Kooperationen Wettbewerb untereinander unterbinden sollte. In der Folgezeit kam es zu einer engen Zusammenarbeit mit dem britischen Pulverkartell Nobel Dynamite Trust Coy und anschließend zur gemeinsamen Bildung des sogenannten „Generalkartells“ deutscher und britischer Pulverfabriken. Durch den Rüstungswettlauf vor dem Ersten Weltkrieg konnten die Pulverproduzenten enorme Gewinne erzielen, die durch die Kartellstruktur noch erhöht wurden. Zudem unterstützten die Staaten in dieser Zeit massiv die Rüstungsentwicklung und -produktion. Das DAG-Werk in Saarwellingen eröffnete 1910.
Da Unternehmensgründer Nobel kinderlos blieb, verfügte er, dass mit seinem Vermögen die nach ihm benannte Nobel-Stiftung gegründet werden sollte, was im Jahre 1900 geschah. Die wichtigste Aufgabe der Stiftung ist die jährliche Verleihung der Nobelpreise. Die Stiftung finanziert sich bis in die Gegenwart aus den Zinsen und den Erlösen aus den anfangs gehaltenen Unternehmensbeteiligungen, die kurz nach Nobels Tod abgestoßen wurden, so dass sich die an der Berliner Börse notierte DAG danach vollständig im Streubesitz befand.
Bis zum Beginn des Ersten Weltkriegs wuchs die DAG durch Übernahme kleinerer Konkurrenten zum größten europäischen Sprengstoffhersteller heran. Während des Krieges setzte die DAG in ihren Werken auch Kriegsgefangene ein – vorwiegend russische Kriegsgefangene in dem 1912 von der Sprengstoffwerke Dr. R. Nahnsen & Co. AG übernommenen Werk Dömitz.

### 1918 bis 1945

Verladung von Sprengstoffen im Dynamitwerk Krümmel um 1900

Produktionsstätten im Werk Krümmel um 1900

Laboratorium der Dynamit AG um 1900

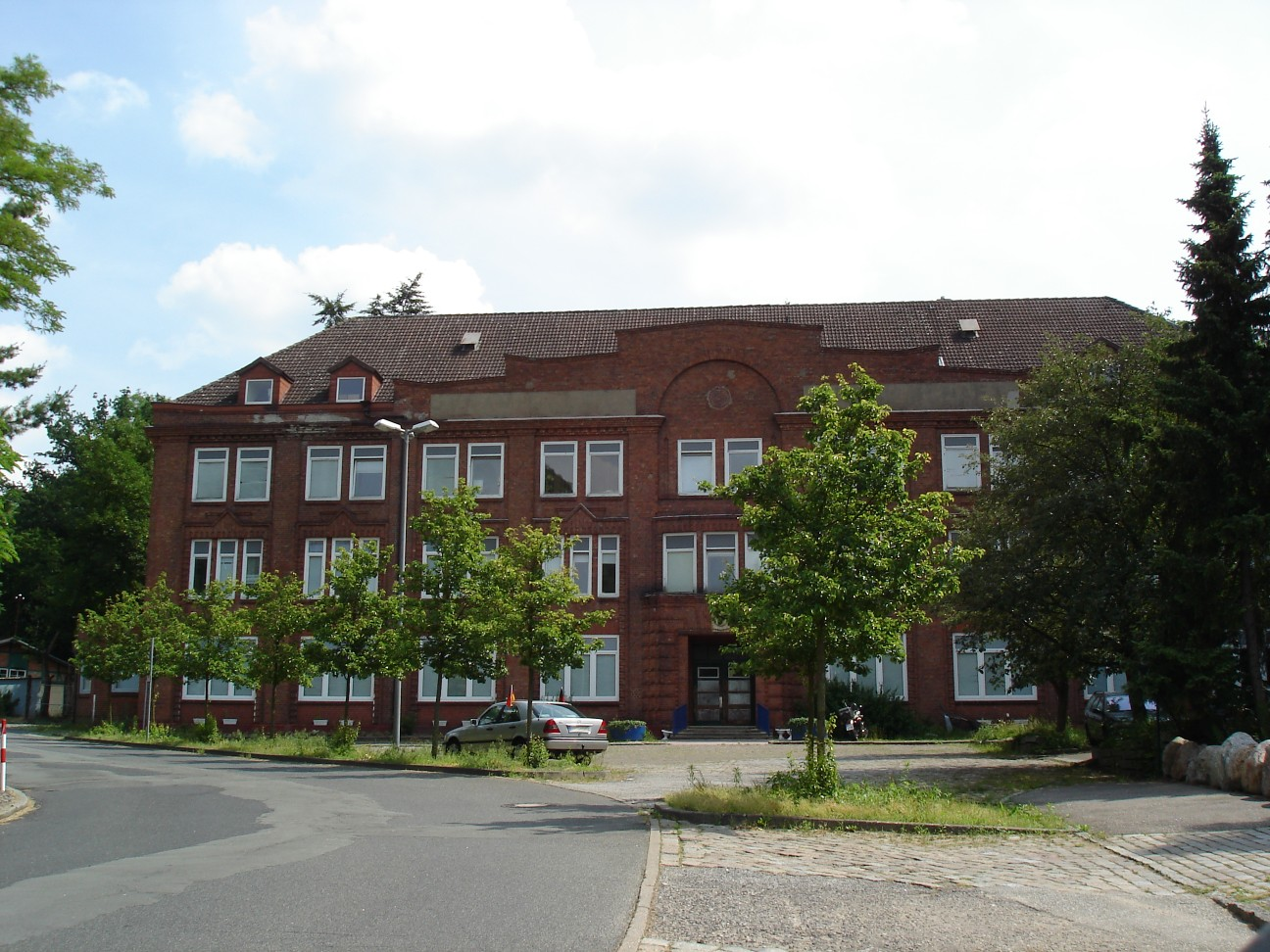
Ehemaliges Verwaltungsgebäude der Dynamitfabrik Krümmel

Nach Kriegsende wurden Teile der Produktionsanlagen demontiert und mit Inkrafttreten des Versailler Vertrags dem Unternehmen zunächst die Produktion von Rüstungsgütern untersagt. Fortan stellte es vorwiegend Bergwerkssprengstoffe, Sprengkapseln, Zündhütchen sowie Jagd- und Sportmunition (Flintenmunition/Schrot) her. Der Verzicht auf die Produktion lukrativer Rüstungsgüter bedeutete für die DAG große finanzielle Einbußen, so dass einige Werke geschlossen und die Produktionskapazität verringert werden musste. Das Unternehmen war bestrebt, durch die Produktion von chemischen Grund- und Zwischenprodukten seine Abhängigkeit von Rüstungsgütern zu verringern. Von der zur BASF gehörenden Chemische Werke Lothringen GmbH wurde 1925 die ehemalige Egestorffsche Zündhütchenfabrik in Empelde bei Hannover übernommen, die Produktion dort allerdings 1928 eingestellt und erst 1938 im Rahmen der Aufrüstung der Wehrmacht wieder begonnen. In den 1920er Jahren arbeitete die DAG eng mit der Siegener Dynamitfabrik AG sowie der Rheinisch-Westfälischen Sprengstoff-AG Köln – Troisdorf (RWS) zusammen. Letztere produzierte in ihrem Troisdorfer Werk bereits ab 1905 Zelluloid, einen auf Basis des Sprengstoffs Cellulosenitrat („Schießbaumwolle“) entwickelten Kunststoff, und begann 1923 mit der Herstellung von Kunststoff-Formteilen aus Zelluloid. Später gründete die RWS dafür 1930 in Köln die Rheinische Spritzguß-Werk GmbH (späterDynamit Nobel Kunststoff GmbH).
Anfang 1931 fusionierten DAG, RWS, Deutsche Sprengstoff-AG Hamburg, Rheinische Dynamitfabrik Opladen, Westdeutsche Sprengstoffwerke, Siegener Dynamit-Fabrik (beide mit Sitz Köln) und die Dresdner Dynamitfabrik zur neuen Dynamit AG mit Firmensitz Troisdorf. Zusammen mit der bereits 1925 gegründeten I.G. Farben, in der die Köln-Rottweil AG mit Sitz in Köln (bis 1919 Vereinigte Köln-Rottweiler Pulverfabriken AG) aufgegangen war, entstand so ein Kartell, welches im Deutschen Reich der Weimarer Republik annähernd eine Monopolstellung für die Sprengstoffherstellung innehatte.
Nach der Machtergreifung der NSDAP und durch deren Bestreben nach einer starken deutschen Rüstungsindustrie wurde von der Reichswehr (ab 1935: Wehrmacht) größere Produktionskapazität für Munition gefordert. Dazu gründete die DAG 1934 zusammen mit der Westfälisch-Anhaltischen Sprengstoff-AG (WASAG, Teil des I.G.-Farben-Konzerns) die Deutsche Sprengchemie GmbH, welche mit Unterstützung der staatseigenen Verwertungsgesellschaft für Montan-Industrie mbH (kurz: Montan G.m.b.H.) neue Sprengstoff- und Munitionswerke auf staatlichem Grund und Boden errichtete (→ Montan-Schema). Später wurde die Deutsche Sprengchemie GmbH ein alleiniges Tochterunternehmen der WASAG. Die DAG führte dieselben Tätigkeiten in der Gesellschaft zur Verwertung chemischer Erzeugnisse m.b.H. (kurz: Verwertchemie) weiter. Diese betrieb mehr als 30 Fabriken, unter anderem in Hessisch Lichtenau, Empelde und Allendorf (heute Stadtallendorf) sowie auch in Bromberg (heute Bydgoszcz, Polen). Das Werk Allendorf war damals größter Hersteller von TNT in Europa. Dort mussten während des Zweiten Weltkriegs über 15.000 Zwangsarbeiter und KZ-Häftlinge arbeiten. 1938 wurde in Aschau am Inn ein weiteres Werk zur Herstellung von Nitrocellulose errichtet, welches nach dem Krieg im Rahmen der Entflechtung der I.G. Farben AG in den Besitz der WASAG überging.
1939 erwarb die Verwertungsgesellschaft für Montanindustrie in München ein Grundstück an der Ecke Rosenheimer Straße / Anzinger Straße und baute dort eine Fabrikanlage. Ab 1941 wurden die Fabrik München von der Dynamit AG gemietet und dort monatlich 100.000 Sprengstoffzünder hergestellt, unter anderem von Kriegsgefangenen und Zwangsarbeitern. Ein Lager mit rund 1300 Zwangsarbeitern war im Gebäudekomplex untergebracht. Es waren die Arbeitslager 16 (Anzinger Straße / Glonner Straße) und 17 (Rosenheimer Straße 145). Die Fabrikanlage blieb im Krieg unbeschädigt.
Auch im Werk Stadeln wurde Zwangsarbeit geleistet.

### 1945 bis 1992
Nach dem Zweiten Weltkrieg begann die DAG in Westdeutschland wieder mit der Produktion von Kunststoffen, Wehrtechnik und Munition. Die in der sowjetischen Besatzungszone gelegenen Werke wurden enteignet und teilweise demontiert. Ab 1953 versuchte sich die DAG in der Entwicklung organischer Zwischensubstanzen, um neben den Kunststoffen ein weiteres ziviles Standbein aufzubauen. Nach der Entscheidung zur Wiederbewaffnung der Bundesrepublik wurde 1957 durch die Gesellschaft zur Verwertung chemischer Erzeugnisse mbH, welche den Krieg überstanden hatte und jetzt wie zuvor Grund und Boden von der nun bundeseigenen Industrieverwaltungsgesellschaft (IVG) bereitgestellt bekam, beginnend im Werk Liebenau die Produktion von Rüstungsgütern wieder aufgenommen. Zu Beginn der 1960er Jahre erreichte das Unternehmen in der Pulverherstellung wieder die Marktführerschaft in Deutschland. Dazu trug auch die 1963 erfolgte Übernahme des Munitionsherstellers Gustav Genschow & Co. AG aus Karlsruhe bei. Mit ihr war Dynamit Nobel nun der größte Munitionsproduzent sowohl für militärische als auch für zivile Zwecke in Deutschland. Daneben trieb man vorwiegend die Produktion von Minen voran. So wurden ab 1958 in Liebenau mit Lizenz des schwedischen Unternehmens LIAB etwa 2 Millionen Stück Panzerabwehrminen vom Typ DM-11 produziert. Daneben beteiligte sich die DAG zusammen mit Bölkow und Dornier auch an Forschungsprojekten des damaligen Ministeriums für Atomkernenergie (heute Bundesministerium für Bildung und Forschung) zu einer möglichen deutschen Raketenrüstung.
Ende der 1950er Jahre begann der bereits in Vorkriegszeiten im Aufsichtsrat sitzende Friedrich Flick mit teils rüden Methoden gegenüber Kleinaktionären die DAG aufzukaufen. Mit Unterstützung des Bremer Aktienspekulanten Hermann Krages erwarb er, zum Teil durch komplizierte Aktientausche mit der Feldmühle AG, an der Flick ebenfalls beteiligt war, bis 1958 die Aktienmehrheit des Unternehmens und wurde Aufsichtsratsvorsitzender. Nun bediente sich Flick, der nun 82 Prozent der Anteile besaß, einer umstrittenen Regelung des Umwandlungssteuergesetzes, die zum 31. Dezember 1959 auslief, um Kleinaktionäre gegen eine Abfindung aus dem Unternehmen zu drängen (ähnlich dem heutigen Ausschluss von Minderheitsaktionären). Nach Protesten von Aktionärsgruppen gegen die im Dritten Reich eingeführte Regelung entschied schließlich das Bundesverfassungsgericht zu Gunsten Flicks.
Bezugnehmend auf den positiv wahrgenommenen Unternehmensgründer wurde 1959 die Firma Dynamit-Actien-Gesellschaft, vormals Alfred Nobel & Co. in Dynamit Nobel AG geändert. Ab 1962 verhandelte das nun zum Flick-Konzern gehörende Unternehmen auf Druck der Jewish Claims Conference über eine Entschädigung für die 1.300 (jüdischen) Zwangsarbeiter, die in den Jahren 1944 und 1945 im Troisdorfer Werk zur Arbeit gezwungen wurden. Die Einigung auf eine Zahlung über fünf Millionen DM (5000 DM je Opfer) wurde von Friedrich Flick persönlich blockiert, so dass bis zu seinem Tod 1972 keine Zahlungen erfolgten. Im Januar 1970 ließ er zu diesem Thema eine abschließende Erklärung veröffentlichen, in der er „… nicht zu erkennen (vermag), dass humanitäre oder moralische Gründe eine Auszahlung rechtfertigen könnten.“ Flick verwies stets darauf, dass eine Zahlung seinen Unschuldsbeteuerungen im Flick-Prozess widersprechen und als spätes Schuldeingeständnis gewertet werden könnten und außer ihm auch noch der Schweizer Dieter Bührle (Oerlikon-Bührle) mit 18 Prozent an der DAG beteiligt sei.
Nachdem die Ausrüstung der Bundeswehr mit der Panzermine DM-11 Ende der 1960er Jahre abgeschlossen war, wurde das Werk in Liebenau 1977 an den holländischen Munitionshersteller Eurometaal abgetreten, an dem Dynamit Nobel zu einem Drittel beteiligt war. Die späteren großen Minenprojekte wurden in Troisdorf und in Burbach-Würgendorf realisiert.
1986 wurde der Flick-Konzern von der Deutschen Bank für rund fünf Milliarden DM aufgekauft, umstrukturiert und in Teilen wieder veräußert oder an die Börse gebracht. Die Deutsche Bank stimmte schließlich einer Entschädigung der Zwangsarbeiter der Dynamit Nobel AG im Rahmen der in den 1960er Jahren ausgearbeiteten Bedingungen zu. Im Zuge einer Umstrukturierung wurde schon 1985 die Dynamit Nobel AG mit der ebenfalls zum Flick-Konzern gehörenden Feldmühle AG sowie der Buderus AG zur Feldmühle Nobel AG zusammengeschlossen. Nachdem die Enkel Friedrich Flicks (Friedrich Christian Flick und dessen Bruder Gert-Rudolf Flick) 1988 mit dem Versuch gescheitert waren, die Feldmühle Nobel AG zurückzuerwerben, übernahm 1990 das schwedische Unternehmen Stora Kopparbergs bergslag (seit 1998 Stora Enso) das Unternehmen. Im darauffolgenden Jahr wurde der geplante Verkauf von Teilen des Unternehmens an die Metallgesellschaft (heute GEA) bekannt. Nach Abschluss eines positiven Fusionskontrollverfahrens durch die Europäische Kommission erfolgte zum 1. Januar 1992 die Übernahme der Unternehmensteile Dynamit Nobel AG und Buderus durch die Metallgesellschaft Industriebeteiligungen AG, einer Tochtergesellschaft der Metallgesellschaft, während der Bereich Forstwirtschaft (die ehemalige Feldmühle AG) unter dem Namen Feldmühle Nobel AG bei Stora verblieb. Bereits 1988 schlossen die Gesellschaft zur Verwertung chemischer Erzeugnisse mbH, die zuvor nur als Beteiligung geführt wurde, und Dynamit Nobel einen Beherrschungs- und Gewinnabführungsvertrag. Das Tochterunternehmen wurde schließlich 1990 mit einem anderen Tochterunternehmen, der Dynamit Nobel Explosivstoff- und Systemtechnik GmbH, verschmolzen.

### 1992 bis zur Zerschlagung 2004

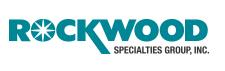
Logo der Rockwood Inc.

Zu Beginn der 1990er Jahre war das Unternehmen in den Bereichen chemische Grundstoffe, chemische Zwischenprodukte, Kunststoff- und Faserrohstoffe, Spezialchemieprodukte (Siliziumwafer) und in der Kunststoffverarbeitung (insbesondere von PVC) aktiv. Etwa ein Viertel des Umsatzes entfiel weiterhin auf die traditionelle Sprengmittel-Sparte sowie den Wehrtechnik-Bereich, der sich allerdings als stark von Rüstungsprojekten der Bundeswehr abhängig erwies. Im Jahr 1992 wurden die Cerasiv GmbH und die Chemetall GmbH übernommen. 1994 kamen die Sachtleben Chemie GmbH und die Chemson GmbH hinzu.
Im Jahr 1996 wurde die zur Hoechst gehörende CeramTec AG akquiriert und mit der Cerasiv GmbH zur CeramTec Innovative Ceramic Engineering AG verschmolzen. 1997 übernahm Dynamit Nobel zur Stärkung des Kunststoff-Bereichs die Phoenix Kunststoff GmbH. 1999 wurden die Dynamit Nobel und das Chemieunternehmen Solvadis zum Geschäftsbereich MG chemical group zusammengefasst. Das Aktivitätsportfolio der Chemetall GmbH (Bereich Chemiespezialitäten) wurde kontinuierlich optimiert, wie die Zukäufe von Cyprus Foote (1998) und Brent (1999) sowie die Trennungen von Chemson GmbH (1999) und dem Galvanikgeschäft (2000) (heute: Coventya GmbH) belegen. 2001 wurde aus der „Dynamit Nobel Explosivstoff und Systemtechnik GmbH“ (DNES) der Bereich der gewerblichen Sprengmittel von der Orica übernommen. 2002 übernahm die Schweizer RUAG die zuvor aus der Dynamit Nobel Explosivstoff und Systemtechnik ausgegliederte Dynamit Nobel Ammotec GmbH. In dieser Gesellschaft wurde das Geschäft mit kleinkalibriger Munition gebündelt. Mit dem Verkauf des einstigen Stammgeschäfts begann die Zerschlagung des Konzerns.
2004 verkaufte die MG technologies AG im Zuge ihrer Konzentration auf den Anlagenbau ihre Chemiesparte. Dabei wurde die Dynamit Nobel AG zerschlagen und in Teilen von verschiedenen Unternehmen übernommen.
Der zuletzt bestellte Vorstand bestand aus folgenden Organmitgliedern: Jürg Oleas, Klaus Edelmann, Alexander Loh, Jürgen Fäsel, Wolf-D. Griebler, Alfred Schulte, Ulf-Dieter Zimmermann und Gerd Weyer.
Die amerikanische Rockwood Specialties Group übernahm (zum Stichtag 31. Juli 2004) über ihr Luxemburger Tochterunternehmen Knight Lux 1 S.A.R.L. für 2,25 Milliarden € den größten Teil in Form der Dynamit Nobel-Spezialchemikalientöchter Sachtleben Chemie GmbH, Chemetall GmbH, CeramTec Innovative Ceramic Engineering AG und DNSC GmbH. Rockwood selbst ist eine Holding für Chemieunternehmen, die der Finanzinvestor Kohlberg Kravis Roberts & Co. erworben hat. Die Dynamit Nobel Kunststoff GmbH wurde 2004 für 915 Mio. € von der schwedischen Plastal Holding AB übernommen; die DNES ist heute Teil des französischen Novasep-Gruppe, die aus Rockwood herausgelöst wurde.
Der Wehrtechnikbereich wurde in die Dynamit Nobel Defence GmbH mit Sitz in Würgendorf (Burbach) ausgegliedert. Diese Firma ist heute eine Tochtergesellschaft des staatlichen israelischen Wehrtechnikkonzerns Rafael.
Das Geschäft mit kleinkalibriger Munition für Militär, Behörden, Jäger und Sportschützen sowie den Industriekomponenten wurde von der Schweizer RUAG 2002 übernommen und mit den Munitionsbereichen zusammengefasst. Als RUAG Ammotec GmbH (Fürth) werden die ehemaligen Dynamit Nobel Marken RWS, Rottweil und Geco weitergeführt.
Die Zerschlagung des Konzerns geschah größtenteils im Einklang mit den Arbeitnehmervertretern, die stets auch an den Verkaufsverhandlungen beteiligt waren. Zwar präferierte der Gesamtbetriebsrat der damaligen mg technologies AG den Erhalt der Chemiesparte im Konzern, jedoch fand die letztlich umgesetzte Lösung seine Zustimmung, da die Rockwood Inc. langfristige Interessen verfolgte und die deutschen Arbeitsplätze gesichert schienen.

## Rüstungsprojekte nach dem Zweiten Weltkrieg

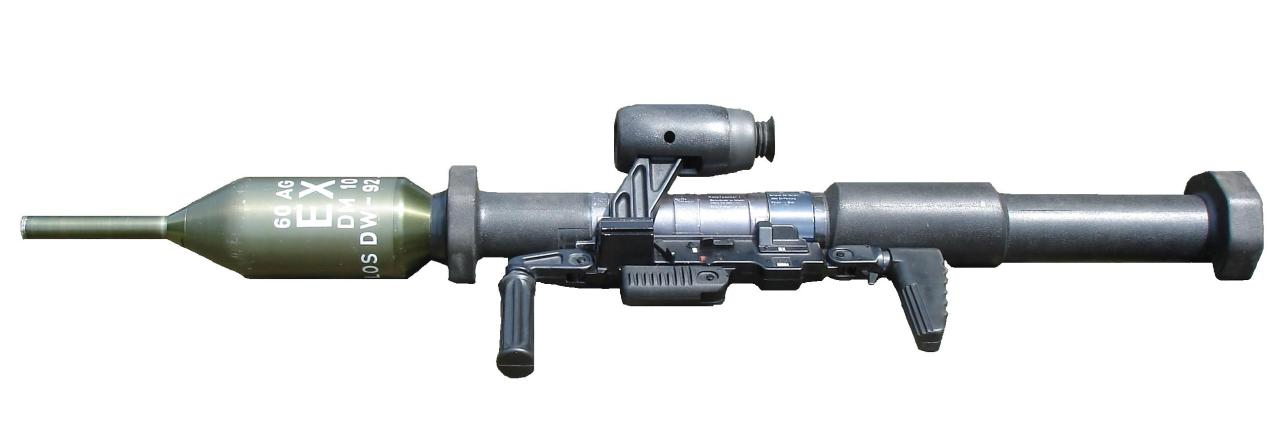
Rüstungsprojekt Panzerfaust 3

Ab 1958 wurde bei der Dynamit Nobel-Tochter Gesellschaft zur Verwertung chemischer Erzeugnisse mbH/Verwertchemie in Liebenau in Lizenz die schwedische Panzerabwehrmine DM-11 des Unternehmens LIAB produziert. Die Bundeswehr beschaffte mehr als 3 Millionen Exemplare.
Die Panzerabwehrmine AT-2 wurde von Dynamit Nobel entwickelt. Insgesamt sind mehr als 1,3 Millionen Exemplare dieses Typs produziert worden. Die Bundeswehr orderte für das Leichte Artillerie-Raketen-System, das bis in das Jahr 2000 in Betrieb war, 300.000 Stück, für das Minenwurfsystem Skorpion etwa 640.000 Minen und für das Mittlere Artillerieraketensystem (MARS) 226.000 Exemplare. Zwischen 1981 und 1986 wurden von der Bundeswehr 564,7 Millionen DM in das Minenprojekt investiert. Neben der Anti-Panzermine AT-2 wurde die baugleiche, nur gering modifizierte Anti-Personenmine AP-2, eine Antimaterialmine, eine Signalmine und eine Flachwassermine entwickelt. Dynamit Nobel vermarktete außerdem die schwedische Panzerabwehrmine FFV 028 SN des Unternehmens Försvarets Fabriksverk (heute: Bofors).
Das neuartige, mit hülsenloser Munition ausgestattete Sturmgewehr G11 wurde zusammen mit dem Waffenhersteller Heckler & Koch von 1968 bis 1990 entwickelt, wobei Dynamit Nobel die Entwicklung der hülsenlosen Munition übernahm. Das Projekt, welches bis zur Einsatzreife vorangetrieben wurde, scheiterte letztlich am Zusammenbruch des Warschauer Paktes und dem daraus entstehenden Wegfall des Bedrohungspotentials. Dynamit Nobel ist Hauptauftragnehmer der Panzerfaust 3, die im Rahmen eines Vertrages aus dem Jahre 1989 bei Dynamit Nobel in Würgendorf samt Munition und Übungspatronen gefertigt wird und schrittweise bei der Bundeswehr und anderen Armeen als primäre Panzerabwehrwaffe der Infanterie eingeführt wurde. Derzeit werden neue Varianten für die Bundeswehr produziert.

## Kritik an Rüstungsprojekten
Wiederholt wurde Dynamit Nobel, wie jetzt auch ihr Nachfolgeunternehmen im Bereich Wehrtechnik, die Dynamit Nobel Defence GmbH, aufgrund der von ihnen produzierten Minensysteme scharf kritisiert. Seit Bestehen der Bundeswehr hat Dynamit Nobel geschätzte 3,2 Millionen Landminen geliefert. Noch 1992 warb das Unternehmen mit dem Spruch „Dynamit Nobel – Bei Minen die erste Adresse“ in einer Fachzeitschrift. Nach wie vor befinden sich in den Beständen der Bundeswehr umstrittene Anti-Panzerminen aus der Produktion von Dynamit Nobel, welche im Verdacht stehen, auch gegen Personen eingesetzt werden zu können. Dies wäre nach der Ottawa-Konvention verboten. 2003 belief sich ihre Zahl auf 1,2 Mio. Stück.

## Vinylchlorid-Vergiftungen in Troisdorf
Bis in die 1970er Jahre wurde am Standort Troisdorf von Dynamit Nobel, dem Industriestadtpark auf der ehemaligen Troisdorfer Heide, das Monomer Vinylchlorid (VC) zum Kunststoff Polyvinylchlorid (PVC) polymerisiert. Zu dieser Zeit kamen regelmäßig etwa 130 bis 140 Mitarbeiter mit diesem Stoff in Kontakt, wobei über die Jahre seit Aufnahme der Produktion in Troisdorf in den 1940ern geschätzte 3600 Personen in diesem Bereich tätig waren.
Entgegen geltenden gewerbehygienischen Auflagen wurden die Mitarbeiter bei Dynamit Nobel über Jahre hinweg dem gesundheitsschädlichen und, wie sich später herausstellte, auch krebserregenden Stoff teilweise ungeschützt ausgesetzt. So wurden sie durch ausströmendes VC-Gas oder beim Reinigen von Druckkesseln erheblich kontaminiert. Die meisten anderen PVC-Produzenten hatten zu jener Zeit ihre Produktion bereits auf weniger gesundheitsgefährdende Systeme umgestellt, was bei Dynamit Nobel aus Kostengründen unterblieb. Zudem wurden regelmäßig Kontrollen umgangen, teilweise manipuliert oder deren Ergebnisse verschwiegen, wodurch das für die Region bedeutende Unternehmen regelmäßig Aufschübe für die Umsetzung von Richtlinien erhielt. Die VC-Kontamination war bei Dynamit Nobel über Jahre so hoch, dass die betroffenen Mitarbeiter über Leberschäden, Verminderung der Blutkörperchen (Anämie) und Durchblutungsstörungen der Finger, die zu Akroosteolyse (Absterben der vorderen Fingerglieder) führten, sowie Migräne und Schwindel klagten; als Spätfolgen kamen noch Krebserkrankungen hinzu.
Nach den ersten 13 Meldungen von schweren Erkrankungen im Frühjahr 1972 ordnete das Gewerbeaufsichtsamt in Bonn für Dynamit Nobel Maßnahmen zur Verbesserung der gewerbehygienischen Bedingungen an, welche vom Unternehmen allerdings verschleppt wurden. In der Folge gründete sich die Interessengemeinschaft der VC-Geschädigten, die im Namen von 40 betroffenen Chemiearbeitern eine Klage wegen Amtspflichtverletzung gegen das Land Nordrhein-Westfalen initiierte und Entschädigungen, ähnlich dem Contergan-Prozess, einforderte. Die Troisdorfer DKP-Ortsgruppe stellte eine Strafanzeige wegen Verdachts auf fahrlässige Körperverletzung und Tötung gegen den Vorstand der Dynamit Nobel AG. Beide Initiativen blieben erfolglos.
Nachdem immer mehr Details des Skandals an die Öffentlichkeit gelangt waren, kam es zu Protesten von Mitarbeitern und Bürgern von Troisdorf. 1975 beschloss die Unternehmensleitung, den dortigen PVC-Polymerisationsbetrieb zu schließen, um aufwändigen Modernisierungs- und Sicherungsmaßnahmen zu entgehen. Seit den ersten Meldungen über Gesundheitsgefährdungen versuchte das Unternehmen stets, den Skandal zu vertuschen. Hierzu setzte das Unternehmen Journalisten und Verleger massiv unter Druck. In den folgenden Jahren verstarben einige der kontaminierten Mitarbeiter an den Folgen ihrer Erkrankungen, ohne dass der Konzern Entschädigungen leistete.